# 1822 Вотерман
1822 Вотерман (1822 Waterman) — астероїд головного поясу, відкритий 25 липня 1950 року.
Тіссеранів параметр щодо Юпітера — 3,673.